# نینگده
نینگده (به لاتین: Ningde) یک شهر مرکزی در جمهوری خلق چین است که در فوجیان واقع شده‌است.

## خصوصیات
نینگده ۱۳٬۴۵۲ کیلومترمربع مساحت و ۲٬۸۲۱٬۹۹۶ نفر جمعیت دارد.